# Никерк, Марлена ван

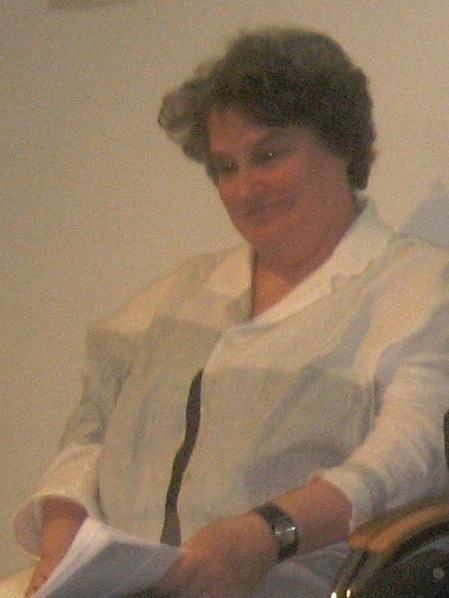
Марлена ван Никерк

Марлена ван Никерк (африк. Marlene van Niekerk, 10 ноября 1954, ферма Тигерхук близ Каледона, Западно-Капская провинция) – южноафриканская поэтесса, драматург, прозаик, пишет на африкаанс.

## Биография
Училась в школе и в университете в Стелленбосе, защитила магистерскую диссертацию по литературным источникам философии Ницше (1978). В университете начала писать пьесы. В 1979 приехала в ФРГ, работала в театрах Штутгарта и Майнца, училась режиссуре. В 1980-1985 изучала философию в Нидерландах, защитила диссертацию по структуралистской и герменевтической интерпретации мифа (Леви-Стросс и Рикёр). Вернувшись в ЮАР, преподавала философию в университете Зулуланда, Южноафриканском университете, в Витватерсрандском университете. В настоящее время – профессор университета в Стелленбосе.

## Творчество
Автор нескольких книг стихов, драм, новелл, трех романов, из которых наиболее известен роман о жизни нищей семьи африканеров в Йоханнесбурге Триумф (1994).

## Произведения
- Sprokkelster (1977, стихотворения)
- Groenstaar (1983, стихотворения)
- Die vrou wat haar verkyker vergeet het (1992, новеллы)
- Triomf/ Триумф (1994, роман, пер. на англ. яз. 2000; премия Нома) — одноименный фильм поставлен в 2008 г.
- Agaat/ Путь женщин (2004, пер. на англ. яз. 2007; премия Алана Пейтона)
- Memorandum: 'n Verhaal met Prente/ Меморандум, роман с картинками (2006, пер. на англ. яз. 2006)
- De sneeuwslaper (2009, новеллы)

## Признание
Премии Эжена Маре и Ингрид Йонкер (1978), другие награды. Романы Марлены ван Никерк переведены на несколько европейских языков, роман Триумф экранизирован (2008, см.: ).